# Tegenbosch (brug)
Tegenbosch is een fietsbrug over de autosnelweg A2 en de parallelbanen N2 in Eindhoven net ten zuiden van de Anthony Fokkerweg en vlak bij Eindhoven Airport. De vaste brug is ontworpen door ingenieursbureau ipv Delft en is voorzien van een dynamisch verlichtingsplan.
De brug maakt deel uit van het project om de bereikbaarheid en doorstroming in het noordwesten van de stad en de luchthaven te verbeteren. Voor de plaatsing van de brug moesten fietsers gebruik maken van het fietspad langs de Anthony Fokkerweg. Dit fietspad is omgebouwd tot een extra rijstrook. De brug overspant de A2 en N2 in een keer, en overspant daarmee 14 rijstroken. De brug werd in het weekend van 29 en 30 augustus 2020 op zijn plek gereden. In oktober 2020 is de brug in gebruik genomen.  Het is een zogenoemde netwerkboogbrug; bij dit type brug zijn relatief weinig brugpijlers nodig. De Tegenbosch kent dan ook slechts pijlers aan weerszijden van de overspanning, en dragen voornamelijk het gewicht van de boog; de hoofdoverspanning bedraagt een lengte van 130 meter. Zo houden automobilisten overzicht over het totale onderliggende rijwegsysteem. 
De brug is vernoemd naar de oude boerderij Tegenbosch die in de buurt van de brug heeft gestaan.

## Verlichting
De brug is voorzien van speciale verlichting en bestaat uit twee delen: de verlichting van de onderkant van de boog en de verlichting van het brugdek. Op het brugdek reageert de verlichting op de snelheid waarmee een passant de brug op komt rijden. Deze verlichting kan onderscheid maken tussen voetgangers, fietsers, snelle fietsers en brommers. Beide delen van de verlichting kennen een verschillend kleurenpalet per seizoen.